# LEEVELLES
LEEVELLES（リーベルス）は、日本のロックバンド。2019年結成。所属レーベルはVirgin Music/UNIVERSAL MUSIC。

## 概要

### バンド名の由来
「LEEVELLES」は、ファミリーネームとして「森林を切り開いた場所に住む人」という意味を持つleeと「願望」の意味を持つvelleに複数形sをつけた「開拓を望む者達」という造語で、メンバー全員で革新的なエンターテイメントを作り、新しい音楽とバンドの未来を開拓していこうという意を込めて命名された。

### 楽曲の特徴
楽曲はボーカルの小川を中心に製作しており、ロック、ポップス、エレクトロ等、邦楽洋楽の多彩なジャンルから影響を受けた楽曲と、心の奥底にあるノスタルジー、夢、希望を描いた歌詞やフィクションの物語を紡いだ言葉を優しくも力強い歌声と演奏で表現した楽曲が持ち味。

## メンバー
| 人名                         | プロフィール                                | パート                          |
| ---------------------------- | ------------------------------------------- | ------------------------------- |
| 小川紘輔 （オガワ コウスケ） | 3月27日 出生 大分県大分市 出身 福岡県福岡市 | ボーカル ギター コーラス ピアノ |
| 川﨑純 （カワサキ ジュン）   | 4月25日 出生 福岡県福岡市 出身 兵庫県神戸市 | ギター コーラス                 |
| 宮地正明 （ミヤチ マサアキ） | 5月25日 出生 大阪府大阪市 出身 兵庫県神戸市 | ベース コーラス                 |

## 略歴
- 2019年
  - 8月1日、東京で結成。
  - 10月20日に配信限定EP「Oriens」をバンド活動開始発表と同時に配信スタート[1]。
- 2020年
  - 7月3日の新宿ZircoTokyoでのライブ公演をもって前任ボーカルが脱退。
  - 7月24日、小川紘輔が加入。発表と同時に新曲「Luminous」のリリックビデオをYouTubeで公開。
  - 10月20日、配信限定EP「Oriens」配信終了。
- 2021年
  - 8月25日に1stフルアルバム「SEASON」を自主レーベルCREW RECORDSからリリース。デジタル配信も同日に開始[2]。
  - 『SEASON』のリリースイベントを9月23日心斎橋Pangea、9月24日池下CLUB UPSET、10月11日渋谷TSUTAYA O-Crestの東名阪3箇所で行い成功させる。
- 2022年
  - 8月8日、新曲「王様のメロディ」のミュージックビデオをYouTubeで公開[3]。
  - 10月12日に2ndフルアルバム「COLORS」を自主レーベルCREW RECORDSからリリース。デジタル配信も同日に開始。2年連続のフルアルバムリリースとなった[4]。
  - 12月7日に渋谷Spotify O-WESTにてLEEVELLES初となるワンマンライブ「PORTAL」を開催。フルアルバム2枚に収録された全ての楽曲を演奏し成功させる[5]。
  - 12月27日より放送がスタートした橋本環奈、村方乃々佳が出演する住宅情報館の新CM曲に「ユレユレル」が抜擢された。12月28日に「ユレユレル (single ver.)」を配信リリース[6]。
- 2023年
  - 1月19日より放送がスタートした洋服の青山レディースフレッシャーズの新CM「橋本環奈スーツチェンジ篇」に「Step&Step!」が抜擢された。[7]
  - 2月11日に和歌山ビッグホエールで行われるTOKYO GIRLS COLLECTION「TGC和歌山2023」にオープニングアクトで出演。
  - 3月29日、洋服の青山CMタイアップ曲「Step&Step!」をユニバーサルミュージックVirgin Musicからプレデビュー作としてデジタルリリース。ジャケット画像はVo小川が書き下ろした。[8]
  - 8月30日、デジタルシングル「ヨルヲカケル」をユニバーサルミュージック/Virgin Musicからメジャーデビュー作としてリリース。ジャケット画像はVo小川書き下ろし。9月8日にミュージックビデオが公開され、主演にタレント、ジェンダーレスモデルの井手上漠が出演。[9][10]
  - 10月17日にメジャー2ndデジタルシングル「地獄の沙汰も愛次第」をリリース。同時にミュージックビデオも公開された。また、同楽曲が前日から放送開始のテレビドラマ「トクメイ!警視庁特別会計係」（関西テレビ放送・フジテレビ系）のオープニングテーマに抜擢されたことが発表され、バンドとして初のTVドラマタイアップとなった。[11]
  - 11月28日、2024年1月8日よりTOKYO MX、BS11、関西テレビにて放送開始のテレビアニメ「姫様“拷問”の時間です」のエンディングテーマに新曲「明日は明日の風が吹く」が決定したことを発表。[12]
  - 12月6日、メジャーデビュー後初となるワンマンライブ「地獄の沙汰もライブ次第」を銀座BASE GRANBELLにて開催。翌日12月7日に大阪編として心斎橋BEYONDにて大阪初のワンマンライブを行った。[13]
- 2024年
  - 1月9日、テレビアニメ「姫様“拷問”の時間です」エンディングテーマに起用された3rdシングル「明日は明日の風が吹く」を配信リリース。[14]。
  - 1月13日より、FMヨコハマレギュラー番組「ヨルカケナイト」の放送がスタート。[15]
  - 6月2日、名古屋栄一帯のライヴハウス、クラブなどを会場に開催される東海地区最大のオムニバス・ライヴ・サーキット"SAKAE SP-RING 2024"に出演。[16]
  - 6月4日、レギュラーを務めるFMヨコハマの番組「ヨルカケナイト」のエンディング・テーマとして起用されていた楽曲「Walk」を配信リリース。[17]
  - 2024年第3弾となる新曲「花占い」が、橋本環奈が出演するコーセーコスメポート"ビオリス ピュアレタッチシリーズ"の"写真みたいに"篇CMソングに決定。8月21日デジタル配信リリース。[18]
  - 9月21日、滋賀ふるさと観光大使を務めるアーティスト 西川貴教が発起人となり、琵琶湖の水質保全と地域振興をテーマに掲げ、毎秋に琵琶湖岸で開催する、滋賀県下最大の大型野外ライヴ・イベント"イナズマロックフェス 2024"に出演。[19]
  - 10月3日、2024年10月2日から放送されるTVアニメ"カミエラビ GOD.app"シーズン2 完結編のエンディング・テーマに起用された新曲「幸福のすゝめ」を配信リリース。[20]
  - 10月14日、FM802がおくる日本最大級のライブショーケースフェスティバル「Eggs presents FM802 35th Anniversary “Be FUNKY!!” MINAMI WHEEL 2024」に出演。
  - 10月20日から11月15日にかけて初の主催ツアー「LEEVELLES Tour 2024 "音楽のすゝめ" 人の上で音を鳴らさず、人の下で音を鳴らさず」を開催。横浜、大阪、福岡、名古屋、東京の全5都市公演。[21][22]
- 2025年
  - フジテレビ×bilibiliによるアニメ枠"B8station"で4月2日より放送開始となるTVアニメ「この恋で鼻血を止めて」のオープニング主題歌に新曲「Brand New Day」が起用決定。[23]
  - 3月29日のレギュラーラジオ番組「ヨルカケナイト」の放送をもって髙木皓平が以前から患っていた病気の治療に専念するため脱退。

## ディスコグラフィー

### 配信シングル
| 配信日         | タイトル                 | 規格                   |
| -------------- | ------------------------ | ---------------------- |
| 2022年12月28日 | ユレユレル (single ver.) | デジタル・ダウンロード |
| 2023年3月29日  | Step&Step!               | デジタル・ダウンロード |
| 2023年8月30日  | ヨルヲカケル             | デジタル・ダウンロード |
| 2023年10月17日 | 地獄の沙汰も愛次第       | デジタル・ダウンロード |
| 2024年1月9日   | 明日は明日の風が吹く     | デジタル・ダウンロード |
| 2024年6月4日   | Walk                     | デジタル・ダウンロード |
| 2024年8月21日  | 花占い                   | デジタル・ダウンロード |
| 2024年10月3日  | 幸福のすゝめ             | デジタル・ダウンロード |
| 2025年4月4日   | Brand New Day            | デジタル・ダウンロード |

### 配信限定EP
|     | 発売日                                    | タイトル | 収録曲                                                                 |
| --- | ----------------------------------------- | -------- | ---------------------------------------------------------------------- |
| 1st | 2019年10月20日 （2020年10月20日配信終了） | Oriens   | 1. 彗星 2. innocent 3. Mimic Me 4. シノツクアメ 5. 3月32日 6. Mulberry |

### アルバム
|          | 発売日         | タイトル | 規格品番  | 収録曲 | 備考 |
| -------- | -------------- | -------- | --------- | --- | ---- |
| 1st full | 2021年8月25日  | SEASON   | LVLS-0001 | 1. 彗星 2. innocent 3. Black Duck 4. Luminous 5. シノツクアメ 6. Mimic Me 7. 3月32日 8. ユレユレル 9. oriens (instrumental) 10. Mulberry 11. goodbye                                   |      |
| 2nd full | 2022年10月12日 | COLORS   | LVLS-0002 | 1. killing me！～輪廻転生～ 2. キンセンカ 3. 王様のメロディ 4. カラフル 5. ライムライト 6. ふたり星 7. 呼応 (instrumental) 8. ミラーワールド 9. Milkyway 10. ハローハロー 11. 無限未来 |      |

## ミュージックビデオ
| 公開日         | 監督           | 曲名                 | 備考 |
| -------------- | -------------- | -------------------- | --- |
| 2021年7月26日  | LEEVELLES      | 彗星                 | |
| 2021年8月1日   | LEEVELLES      | Black Duck           | |
| 2021年9月17日  | LEEVELLES      | innocent             | |
| 2021年10月17日 | LEEVELLES      | goodbye              | |
| 2022年4月1日   | LEEVELLES      | 3月32日              | |
| 2022年6月5日   | LEEVELLES      | Luminous             | |
| 2022年8月8日   | Kazuki Sano    | 王様のメロディ       | |
| 2023年4月4日   | Atsunori Toshi | Step&Step!           | 主演:新帆ゆき                                                                                           |
| 2023年9月8日   | モリ★カツ      | ヨルヲカケル         | 主演:井手上漠                                                                                           |
| 2023年10月17日 | モリ★カツ      | 地獄の沙汰も愛次第   | 主演:前野えま                                                                                           |
| 2024年1月19日  | モリ★カツ      | 明日は明日の風が吹く | 出演:安藤嗣海 / コバルチク花理愛 / 吉田剛明 / 春山紬月 / 池田晴 / 松木孝明 / 宮崎奏佑 / 原春奈 / マリー |
| 2024年6月15日  | モリ★カツ      | Walk                 | |
| 2024年8月21日  | モリ★カツ      | 花占い               | 主演:LINOAH / コバルチク花理愛                                                                          |
| 2024年10月23日 | モリ★カツ      | 幸福のすゝめ         | |

## タイアップ一覧
| 使用年 | 曲名                 | タイアップ                                                                         |
| ------ | -------------------- | ---------------------------------------------------------------------------------- |
| 2022年 | ユレユレル           | 住宅情報館「2023年初詣」篇 TV-CMソング                                             |
| 2023年 | Step&Step!           | 洋服の青山 レディースフレッシャーズ「橋本環奈スーツチェンジ篇」TV-CMソング         |
| 2023年 | 地獄の沙汰も愛次第   | カンテレ・フジテレビ系月10ドラマ『トクメイ!警視庁特別会計係』オープニングテーマ    |
| 2024年 | 明日は明日の風が吹く | TOKYO MXほかアニメ『姫様“拷問”の時間です』エンディングテーマ                       |
| 2024年 | Walk                 | Fm yokohama 84.7『ヨルカケナイト』エンディングテーマ                               |
| 2024年 | 花占い               | コーセーコスメポート「ビオリス ピュアレタッチシリーズ（写真みたいに 篇）」CMソング |
| 2024年 | 幸福のすゝめ         | フジテレビ系アニメ『カミエラビ GOD.app』シーズン2 完結編エンディングテーマ         |
| 2025年 | Brand New Day        | テレビアニメ『この恋で鼻血を止めて』オープニングテーマ                             |

## 出演

### レギュラーラジオ
- Fm yokohama 84.7「ヨルカケナイト」（2024年1月 - 2025年6月28日）[32][33]

### テレビ番組
- TBSテレビ「PLAYLIST」（2023年8月29日放送）
- NIB長崎国際テレビテレビ「AIR」（2023年10月30日放送）
- テレビ東京「プレミアMelodiX!」（2023年11月27日放送）
- フジテレビ「ミュージックフェア」（2023年12月9日放送）
- TBSテレビ「PLAYLIST」（2024年1月30日放送）
- TBSテレビ「PLAYLIST」（2024年8月27日放送）
- 日本テレビ「バズリズム02」（2024年9月27日放送）
- フジテレビ「Tune」（2025年4月3日放送）
- フジテレビ「Tune」（2025年4月10日放送）

## 主なライブ

### ワンマンライブ・主催イベント
| 開催日                                      | タイトル                                                                      | 備考 |
| ------------------------------------------- | ----------------------------------------------------------------------------- | --- |
| 2021年9月23日大阪心斎橋Pangea               | LEEVELLES 1st Full Album 『SEASON』release TOUR                               | |
| 2021年9月24日名古屋池下CLUB UPSET           | LEEVELLES 1st Full Album 『SEASON』release TOUR                               | |
| 2021年10月11日東京渋谷TSUTAYA O-Crest       | LEEVELLES 1st Full Album 『SEASON』release TOUR                               | |
| 2022年12月7日東京渋谷Spotify O-WEST         | LEEVELLES ONEMAN LIVE “PORTAL”                                                | バンド史上初ワンマンライブ                                                                                           |
| 2023年12月6日東京銀座BASE GRANBELL          | ONE-MAN LIVE「地獄の沙汰もライブ次第」                                        | メジャーデビュー後初ワンマンライブ                                                                                   |
| 2023年12月7日大阪心斎橋BEYOND               | ONE-MAN LIVE「地獄の沙汰もライブ次第」                                        | 大阪初ワンマンライブ                                                                                                 |
| 2024年6月2日                                | SAKAE SP-RING 2024                                                            | |
| 2024年6月4日横浜赤レンガ倉庫1号館 3階ホール | Fm yokohama New Generation Stage                                              | 出演:スピラ・スピカ / halca / yukaDD / LEEVELLES                                                                     |
| 2024年6月7日代官山SPACE ODD                 | LEEVELLES presents CROWN Fes.                                                 | 出演:LEEVELLES / 西沢幸奏 / NELKE / SNARE COVER(オープニングアクト)                                                  |
| 2024年8月29日代官山SPACE ODD                | LEEVELLES presents CROWN Fes.#2                                               | 出演:LEEVELLES / SUGARLUNG / irienchy / mzsrz(オープニングアクト)                                                    |
| 2024年9月21日                               | イナズマロックフェス 2024                                                     | 風神ステージ |
| 2024年10月14日                              | Eggs presents FM802 35th Anniversary “Be FUNKY!!” MINAMI WHEEL 2024           | |
| 2024年10月20日横浜BAYSIS                    | LEEVELLES Tour 2024 "音楽のすゝめ" 人の上で音を鳴らさず、人の下で音を鳴らさず | |
| 2024年10月25日大阪アメリカ村FANJ twice      | LEEVELLES Tour 2024 "音楽のすゝめ" 人の上で音を鳴らさず、人の下で音を鳴らさず | |
| 2024年10月26日福岡OP's                      | LEEVELLES Tour 2024 "音楽のすゝめ" 人の上で音を鳴らさず、人の下で音を鳴らさず | |
| 2024年11月9日名古屋HeartLand                | LEEVELLES Tour 2024 "音楽のすゝめ" 人の上で音を鳴らさず、人の下で音を鳴らさず | |
| 2024年11月15日代官山SPACE ODD               | LEEVELLES Tour 2024 "音楽のすゝめ" 人の上で音を鳴らさず、人の下で音を鳴らさず | ツアーファイナルワンマン                                                                                             |
| 2024年12月22日SHIBUYA SCRAMBLE S S-LABO     | カミエラビ GOD.app presents "Black Christmas"スペシャルライブ                 | 出演:名無し之太郎 / LEEVELLES 主催:株式会社BIGRANDE MUSIC 企画協力:フジテレビ / ユニバーサルミュージックVirgin Music |
| 2024年12月23日YOKOHAMA Bay Hall             | Fm yokohama CHRISTMAS JAM 2024                                                | 出演:甘党男子 / lol-エルオーエル- / yukaDD / LEEVELLES / MC:舘谷春香                                                 |